# Anna Catharina Wedderkopf
Anna Catharina Wedderkopf (* 20. Dezember 1715 in Lienzingen; † 14. März 1786 in Dürrmenz) war eine deutsche Geschäftsfrau, Konsulentin und Frauenrechtlerin.

## Leben
Wedderkopf war die dritte Tochter von Simon Sidler und Jacobina Sidler (geborene Geißler). Nach dem Tod ihres Vaters heiratete ihre Mutter Johann Jakob Schmidgall. Beide betrieben das heute noch bestehende Gasthaus Hirsch, während Anna Catharina wahrscheinlich bei Verwandten in Mühlhausen/Enz aufwuchs.
Anna Catharina Sidler heiratete am 15. Mai 1736 den 18 Jahre älteren Juristen Heinrich Johann Wedderkopf (* 1698; †	19. Oktober 1781 in Mühlhausen) aus Wegeleben. Beide lebten zeitweise in Mühlhausen an der Enz. Wedderkopf arbeitete nach der Eheschließung als Sekretär beim ortsansässigen Freiherrn vom Stain, wurde Kanzleiadvokat beim herzoglichen Oberrat in Stuttgart und war später wieder als Konsulent und Stabsamtsmann für den Freiherrn Ludwig Friedrich von Stain auf Schloss Mühlhausen an der Enz tätig.
Nach 28-jähriger, kinderloser Ehe zog sie nach der Scheidung nach Dürrmenz. Anna Catharina Wedderkopf verfügte zu diesem Zeitpunkt über beträchtliche Geldmittel. Aufgrund einer Gesetzeslücke erstritt sie sich an den obersten herzoglichen Behörden in Stuttgart das Recht zur Bewerbung um die Zehntpacht. Damit war die Versteigerung der dem Klosteramt Maulbronn zustehenden Ernteerträge verbunden. Diese wurden jährlich per Gebot vergeben. Sie war die einzige Frau in Württemberg, die dies tat. Wedderkopf starb im Alter von 70 Jahren an Wund- und Brand-Fieber. Vor ihrem Tod rief sie eine Stiftung für nichtbettelnde Hausarme ins Leben. Die Brotstiftung lässt sich bis ins 19. Jahrhundert nachweisen.